# Iaquira viridis
Iaquira viridis – gatunek chrząszcza z rodziny kózkowatych i podrodziny zgrzypikowych. Jedyny przedstawiciel rodzaju Iaquira.

## Zasięg występowania
Gatunek ten występuje w południowej Brazylii, notowany w stanie Espírito Santo.